# نیوبه
نیوبه (به یونانی: Νιόβη)، در اسطوره‌های یونان، دختر تانتالوس و دیونه است.
او نخستین همسر زمینی زئوس بود و آرگوس را به دنیا آورد.

## در اسطوره‌شناسی
در ایلیاد به نیوبه اشاره شده‌است. او ملکهٔ متکبر و خودبین تبای بود که به نحوی افراطی به چهارده فرزند خویش و تبار ایزدی خود می‌بالید و به همین دلیل از مردمان سرزمینش خواست که به‌جای لتو، او را بپرستند. این عمل باعث خشم لتو گشت و تصمیم به مجازات نیوبه گرفت. بدین شکل که فرزندان خود، آپولون و آرتمیس را فرستاد تا تمامی فرزندانش را بکشند و آنان نیز چنین کردند. فرزندانش به مدت ۹ روز دفن نشدند، درحالی که او بر سر فرزندانش، از غم و سوگ از دست دادن فرزندانش از خوردن غذا خودداری کرد. en:Niobe

### اشاره در کمدی الهی
به او همچنین در کمدی الهی، اثر سترگ دانته آلیگیری، اشاره شده‌است:
- ای نیوبه، با چه محنتی در مردمک‌ها
- دیدم تصویرت را آنجا منقش بر جاده،
- میان هفت و هفت فرزند بی‌جانت!

(برزخ، سرود دوازدهم ۳۷–۳۹، ترجمهٔ کاوه میرعباسی)

## نگارخانه

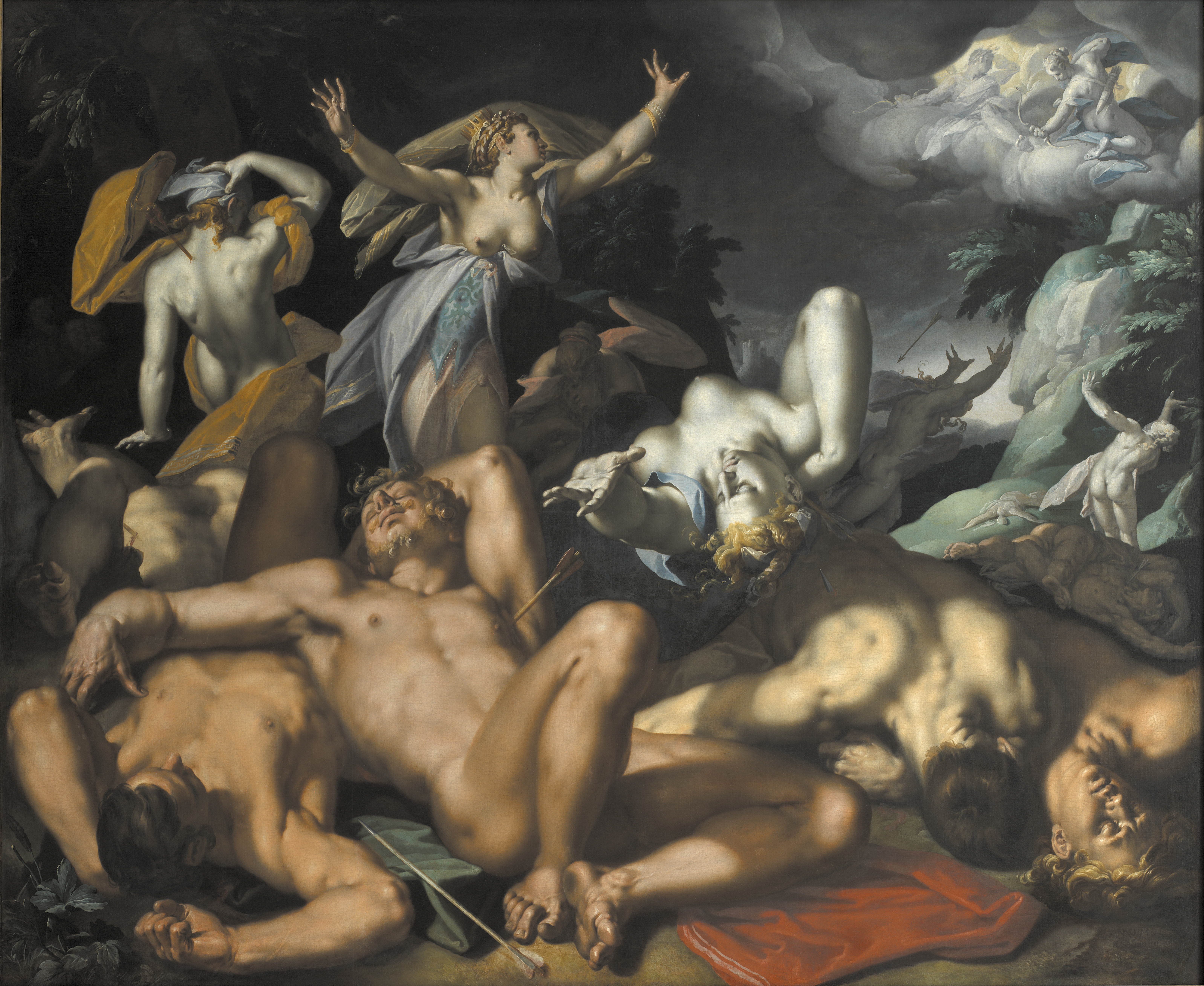
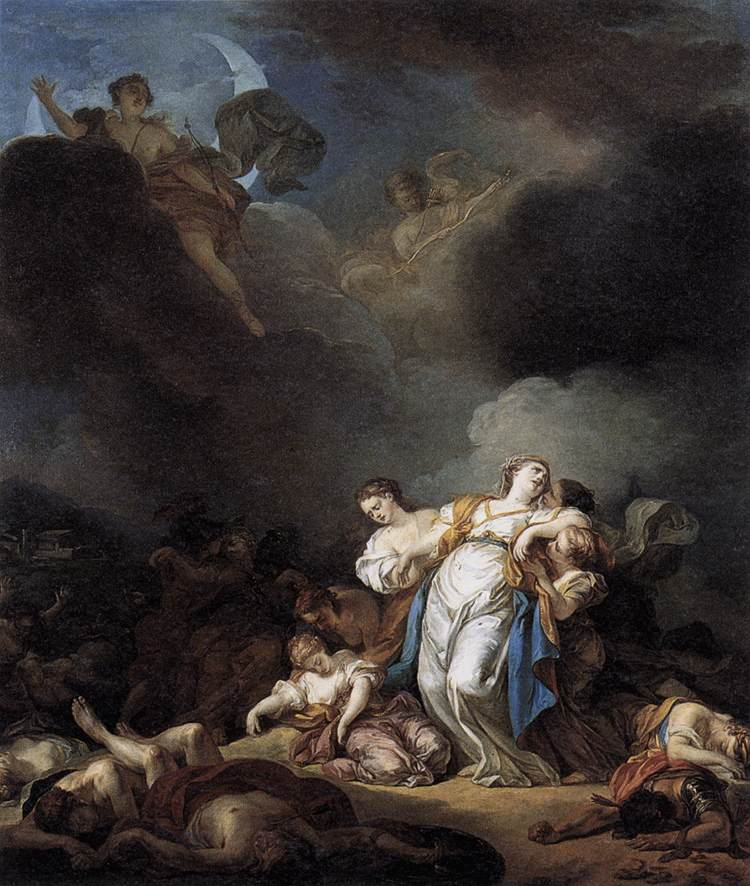
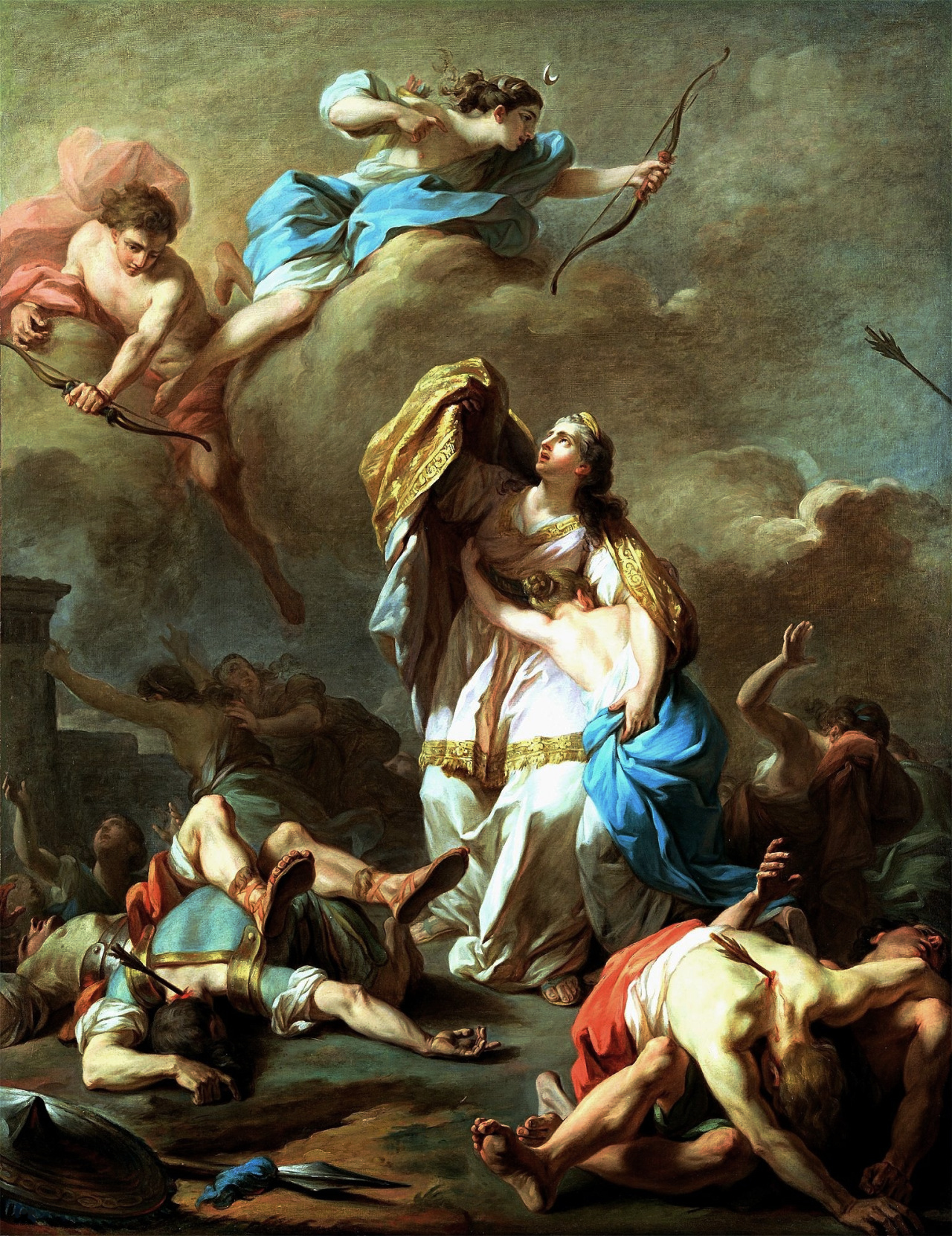
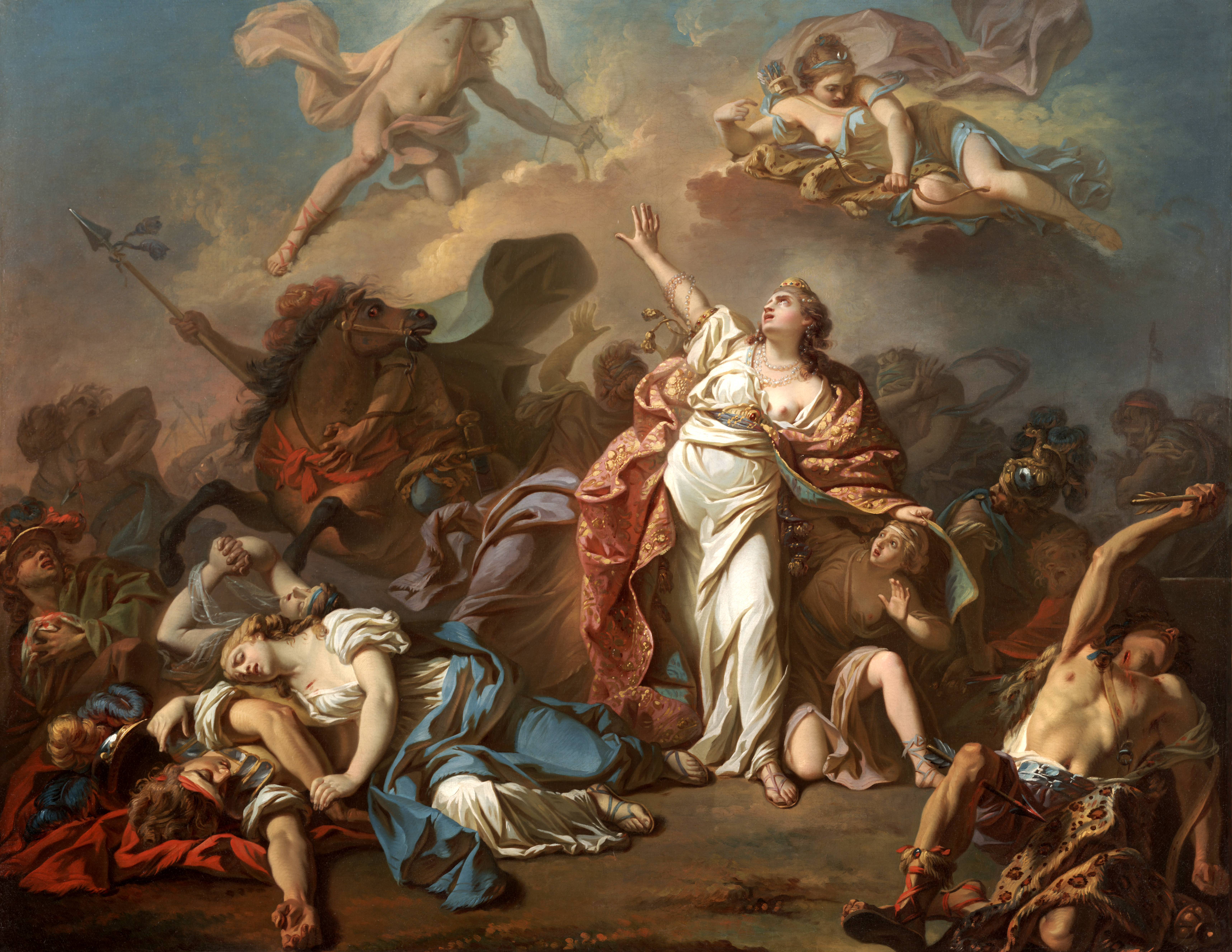
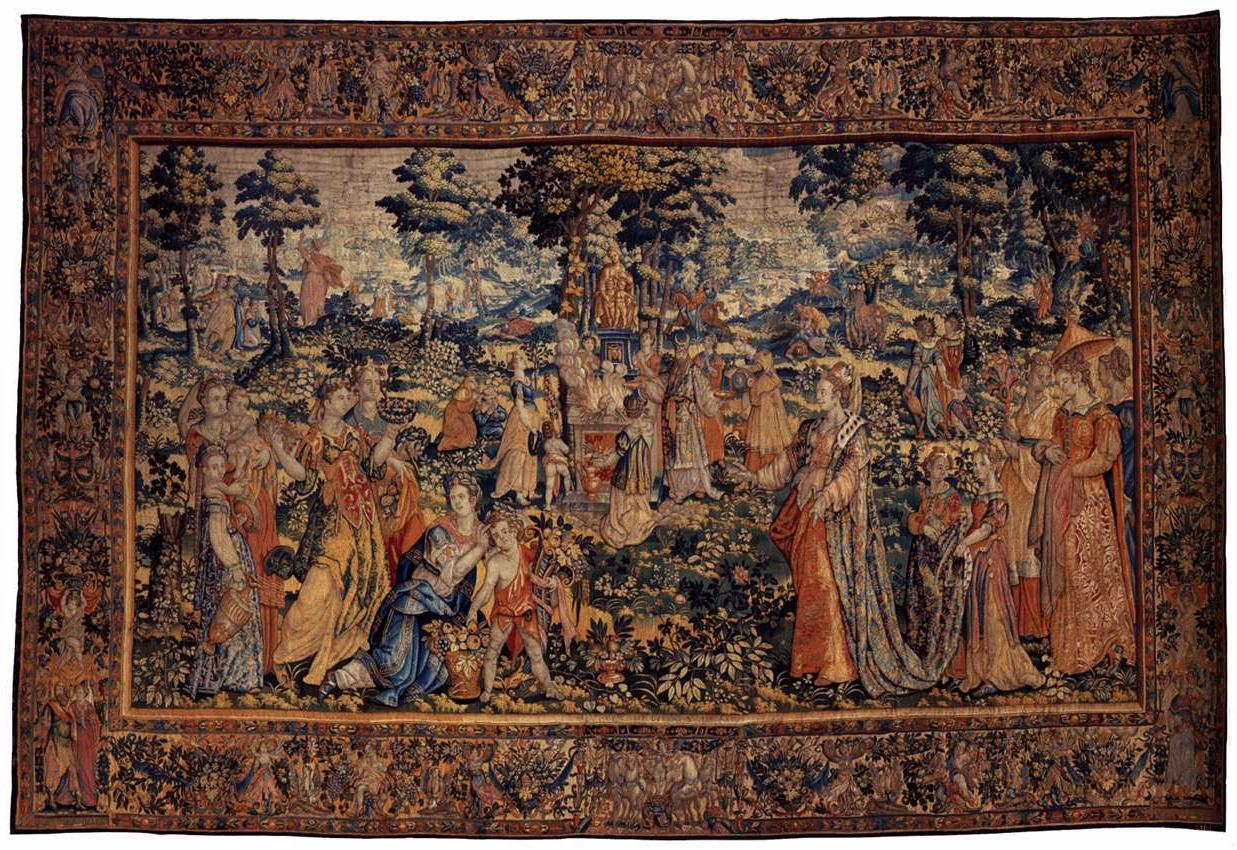
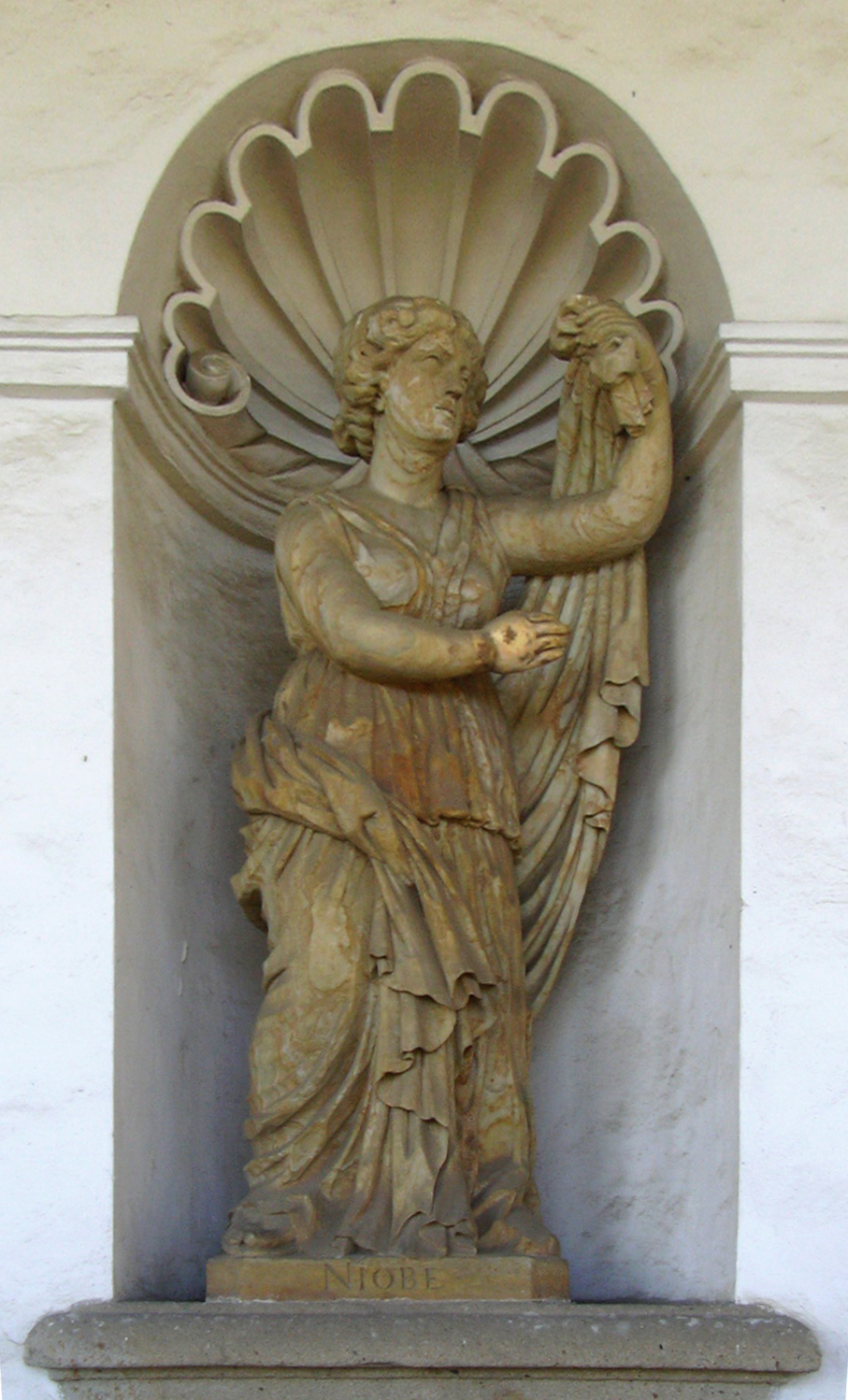